# Konfederacja polsko-czechosłowacka
Konfederacja polsko-czechosłowacka – koncepcja polityczna z okresu II wojny światowej propagowana przez Rząd RP na uchodźstwie. Idea ta, wspierana przez rząd Wielkiej Brytanii, nawiązywała do przedwojennych planów ustanowienia bloku państw „Międzymorza”. Początkowo częściami składowymi konfederacji miały być Polska, Czechosłowacja i Węgry.
W okresie II wojny światowej rządy niektórych państw europejskich na uchodźstwie dokonywały prób jednoczenia się w związki, które miały dać im w przyszłości gwarancję bezpieczeństwa, trwałości politycznej i gospodarczej. Odżywały koncepcje federacyjne z lat 20. i 30. XX w., które w nowych warunkach miały szansę realizacji. Wiele projektów federalistycznych można odnaleźć w programach polskich stronnictw politycznych w okresie II wojny światowej. Takie próby były dokonywane przez Polskę, Czechosłowację, Grecję i Jugosławię. Projekt federacji (konfederacji) polsko-czechosłowackiej był wstępem do odbudowy mocarstwowości i znaczenia Polski w Europie Środkowo-Wschodniej. Według opinii historyków układ polsko-czechosłowacki nie miał szans powodzenia. Wynikało to m.in. z antypolskiej i proradzieckiej polityki, którą prowadzili politycy czechosłowaccy oraz z tego, że od 1943 o losach świata decydowała tzw. „wielka trójka”: J. Stalin, W. Churchill i F. D. Roosevelt. Politycy ci nie chcieli jeszcze jednego uzurpatora praw do terenów europejskich, za jakiego uważano gen. Wł. Sikorskiego.

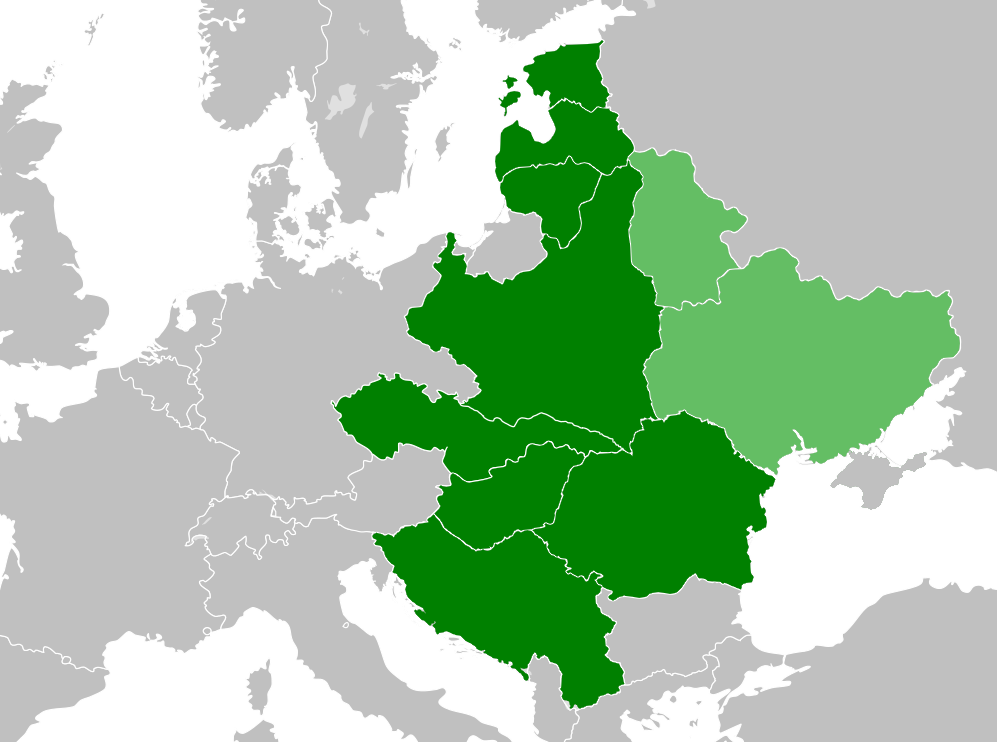
Mapa przedstawia projektowany obszar Międzymorza. Kolor jasnozielony to tereny białoruskie i ukraińskie, od 1921 r. należące do ZSRR

## Koncepcje federacyjne

### Orędzie T. W. Wilsona
W obliczu zmieniających się warunków geopolitycznych koncepcję o zespoleniu europejskich wysiłków propagowali polscy politycy. Do planów wykorzystano m.in. ideę o „samostanowieniu narodów” prezydenta USA Thomasa Woodrowa Wilsona. 8 stycznia 1918 w orędziu do Kongresu T. W. Wilson zapowiedział utworzenie nowej Europy z państwami bałtyckimi, nowo powstałymi państwami Europy Centralnej oraz odbudowanym państwem polskim.

### Obóz piłsudczyków a Roman Dmowski

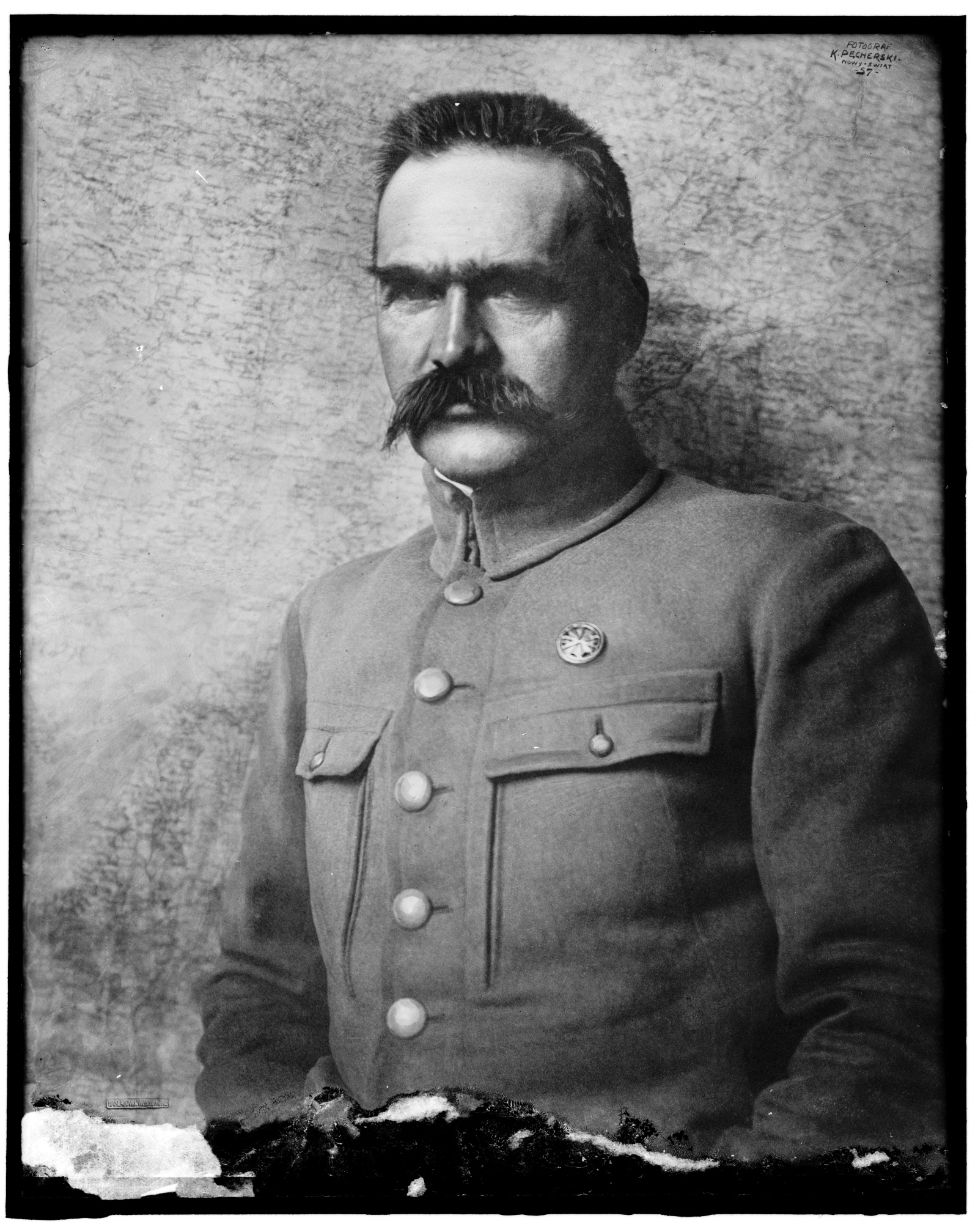
Józef Piłsudski

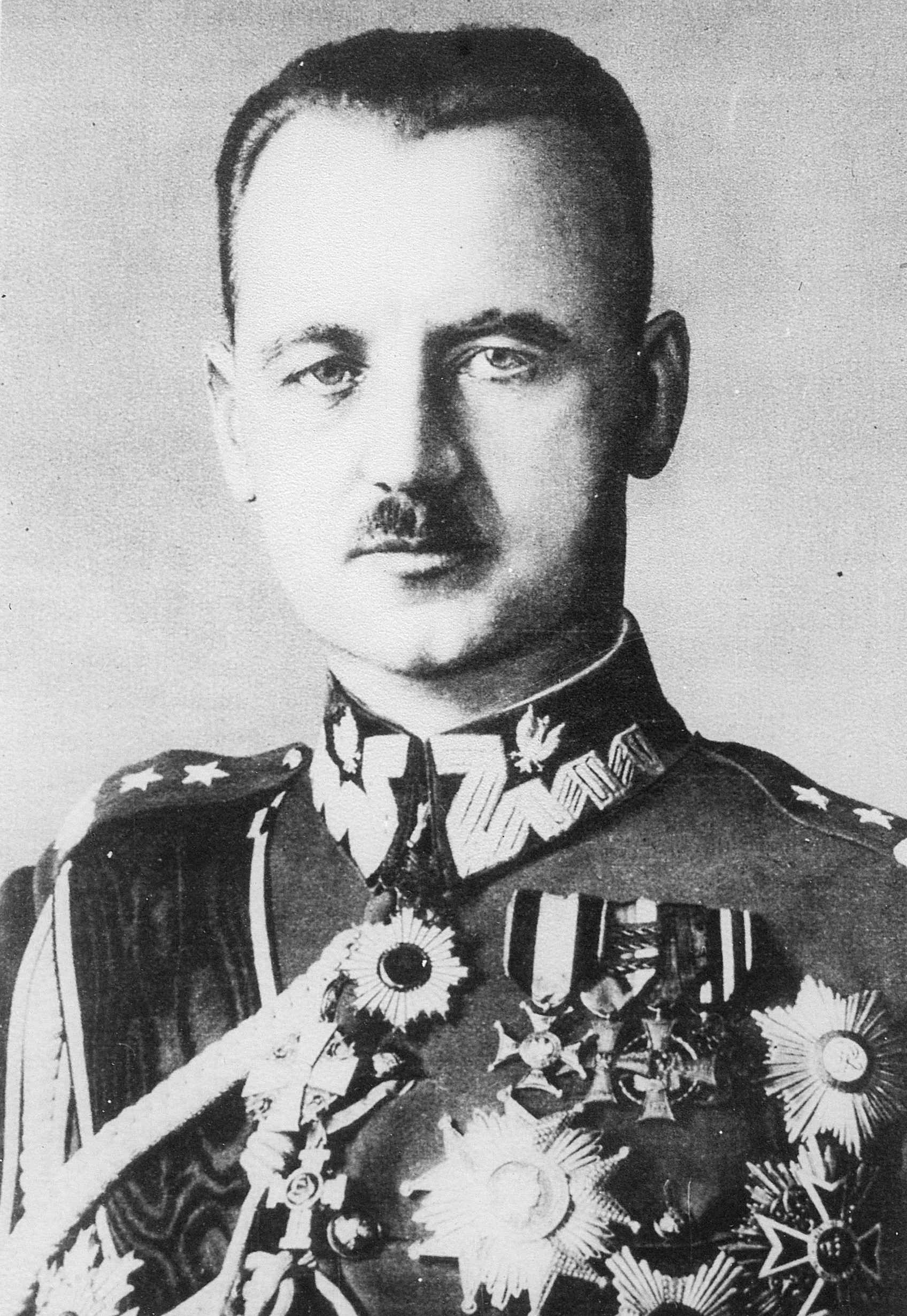
Premier rządu II RP, Władysław Sikorski

W latach 20. XX w. pojawiły się koncepcje stworzenia Stanów Zjednoczonych Europy Środkowo-Wschodniej. Idea ta została wysunięta przez Ignacego Paderewskiego pod wpływem bezgranicznego zaufania polityce amerykańskiej. Zdaniem wielu historyków w programie obozu Józefa Piłsudskiego koncepcja działań bardziej była doraźną próbą uwzględnienia aktualnego rozwoju sytuacji, niż dojrzałym planem politycznym. Znacznie później zwolennicy J. Piłsudskiego, zwłaszcza „pepeesowcy” i „wyzwoleńcy” zaczęli propagować hasła federacji jako formy związku między narodem polskim a innymi narodami dawnego Wielkiego Księstwa Litewskiego. W ten sposób zrodziła się legenda o federalizmie jako fundamentalnym założeniu polityki J. Piłsudskiego oraz istotnej części składowej jego ideologii.
J. Piłsudski stał na stanowisku, że Polska musiała mieć zagwarantowane bezpieczeństwo swojej egzystencji w Europie Środkowo-Wschodniej i być połączona realną wspólnotą interesów z państwami o podobnej tradycji. Z planów wyłączono te, które językowo i kulturowo były odmienne od Polski.
Obok koncepcji federacyjnej istniała druga. Była nią koncepcja inkorporacji, związana z linią polityczną R. Dmowskiego (założenia Stronnictwa Narodowo-Demokratycznego związanego z Ligą Narodową). M.in. głoszono ideę odbudowy w nowym kształcie dawnej wielonarodowej Rzeczypospolitej, gdzie odrzucano równouprawnienie polityczne innych narodów, domagając się uprzywilejowania narodu polskiego. R. Dmowski opowiadał się za koncepcją państwa czysto polskiego, obejmującego jednak nie więcej niż 1/3 obszarów niepolskich (wyłączając z niej mniejszość żydowską). Zamysłem polityka była także polonizacja tych terenów.

### Federalizm Władysława Sikorskiego
Podobną ideę włączenia państw Europy Środkowo-Wschodniej w ściśle określony organizm federacyjny przedstawił także gen. Wł. Sikorski. Założenia związku powstały w okresie piastowania przez niego urzędu Prezesa Rady Ministrów w latach 20. XX w..
W projektowanym bloku państw Wł. Sikorski zakładał zbudowanie arcyfederacji, wiążącej kraje od Bałtyku po Morze Egejskie i tworzącej mocarstwo o rozstrzygającej w tej części świata potędze. Idea skupiała się na ścisłej współpracy politycznej i ekonomicznej państw, co miało stanowić gwarancję jej trwałości. Arcyfederacja miała objąć Czechosłowację, państwa bloku bałtyckiego (Litwę, Łotwę i Estonię), Białoruś, Węgry, Rumunię, Jugosławię, Grecję i Bułgarię. Wyłączała Ukrainę. Trzonem przyszłego związku miała być Polska, największy z krajów bloku Międzymorza.

### „Intermarium” Józefa Becka
Polityka Józefa Becka, określona mianem (łac.) Intermarium (pol. Międzymorze) bądź Trzecia Europa, była własnym pomysłem polskiego polityka. J. Beck w poł. lat 30. XX w. czynił starania pozyskania do swojego planu państw bałtyckich ze Szwecją i Finlandią. W swoich założeniach minister sprzeciwiał się radzieckim projektom zmierzającym do utworzenia w tym regionie tzw. zbiorowego systemu bezpieczeństwa. Plany J. Becka nie uwzględniały Czechosłowacji.
Zasadniczą rolę w koncepcji Trzeciej Europy, oprócz państw bałtyckich, miały odegrać państwa południowo-wschodniej Europy, jak Rumunia, Węgry wraz z Rusią Przykarpacką, Jugosławia, Włochy oraz Turcja. Minister J. Beck nie posiadał jednak odpowiedniego zaplecza ekonomicznego i militarnego, aby móc wprowadzić swoje zamierzenia do realizacji, nawet w sytuacji, kiedy Czechosłowacja została zaanektowana przez III Rzeszę.

### Projekty federacyjne T. Masaryka i M. Hodžy
Koncepcje polityczne dotyczące bliższej współpracy polsko-czechosłowackiej można odnaleźć również w notach dyplomatycznych czeskich i słowackich polityków. W roku 1917 T. Masaryk, późniejszy prezydent Republiki Czechosłowacji, zakładał stworzenie unii czechosłowacko-polskiej. Natomiast w roku 1939 podobny projekt przedstawił w Paryżu słowacki polityk Milan Hodža, były premier rządu czechosłowackiego. M. Hodža postulował za utworzeniem unii polsko-czesko-słowackiej. Gwarancją miało być zachowanie autonomii Słowacji. Początkowo politycy ci nie wysuwali planu szerszej unii (federacji), która włączałaby część krajów Europy, ograniczając się jedynie do koncepcji związku złożonego z dwóch (lub trzech) państw: Polski i Czechosłowacji, bądź Polski, Czech i Słowacji.
Koncepcje M. Hodžy zmieniły się po wybuchu II wojny światowej, kiedy 28 października 1939 w swym memorandum przedstawił plan zbiorowego bezpieczeństwa w Europie Środkowo-Wschodniej. Proponował federację złożoną z Polski, Czechosłowacji, Austrii, Węgier, Jugosławii, Rumunii i Bułgarii, gdzie główny nacisk położył na gospodarkę. Ponowne próby przedstawienia jego projektu miały miejsce w 1942, po tym jak rok wcześniej zamieszkał w Stanach Zjednoczonych. Polityk słowacki proponował federację środkowo-europejską jako przeciwwagę wobec silniejszych państw – ZSRR i III Rzeszy.

### Stanowiska polskich stronnictw politycznych
Ideę federacji popierały główne polskie stronnictwa polityczne poza komunistycznymi. Ci ostatni opowiadali się za Europą, złożoną z „republik ludowych” na wzór ZSRR (m.in. organizacja komunistów krakowskich Polska Ludowa). Do zwolenników federacji m.in. należały:
- Związek Syndykalistów Polskich – w programie jego odnaleźć można koncepcje federalistyczne, w której nawoływano do idei jagiellońskiej, natomiast bliskie związki: polsko-czechosłowackie i Europy Środkowej znalazły się na dalszym planie. Zakładano włączenie do Polski Prus Wschodnich, części Prus Zachodnich, Dolnego Śląska, Śląska Opolskiego, Ukrainę, Białoruś i Litwę. Propagowano rozwój kultur narodowych na jednakowym poziomie. Zakładano wysiedlenie Niemców z terenów przyłączonych oraz wzajemne ustępstwa terytorialne dla przekreślenia dawnych sporów, np.: Wołynia na rzecz Ukrainy przy zachowaniu Lwowa, czy Wileńszczyzny na rzecz Polski. Federacja złożona z czterech państw miała działać w zakresach zagadnień kulturalnych, społecznych i gospodarczych[20]. W kwestii bliższej unii polsko-czechosłowackiej, którą widziano jako przeciwwagę wobec imperializmu radzieckiemu i nazizmu III Rzeszy postulowano przekreślenie historycznych błędów i obopólne załatwienie kwestii Śląska Cieszyńskiego. Stany Zjednoczone Europy Środkowej natomiast miały być blokiem państw pomiędzy Bałtykiem a Adriatykiem i Morzem Czarnym. W programie tym zakładano inicjowanie przeobrażenia tej części Europy przy wyrzeczeniu się imperialistycznych tendencji terytorialnych. Mówiono o wspólnocie socjalnej i kulturalnej (1940)[21].
- Polscy Socjaliści, skupiający lewicę socjalistyczną, zakładali w swoich deklaracjach federację ogólnoeuropejską w ramach sprawiedliwie urządzonej federacji europejskiej (1941)[22].
- działacze byłej Narodowej Partii Robotniczej nawiązywali do federacji, związku z Czechosłowacją, Węgrami oraz Litwą, któremu miała przewodzić Polska. Nie wykluczano także Związku Polskiego, o ścisłym imperialnym systemie politycznym, który miałby w przyszłości odgrywać dziejową rolę w cywilizacji świata. Zakładano połączenie kultur Zachodu ze Wschodnią, przy zachowaniu wartości chrześcijańskich (1941)[23], natomiast Nowa Polska w tej koncepcji federacyjnej preferowała formę ustroju korporacyjnego przy zachowaniu imperialnych (mocarstwowych) tendencji polskich, w którym rolę główną miała odegrać własność prywatna[24].
- Związek Odbudowy Rzeczypospolitej zakładał bliżej nieokreśloną wspólnotę państw słowiańskich, gdzie Polska miała odegrać rolę twórczą i pionierską, zwróconą czołem na Zachód (1942). Ideę związku państw słowiańskich szerzej przedstawił Polski Ruch Zjednoczenia Słowian, który w deklaracjach stworzył koncepcję federacji państw słowiańskich opartej na realnych podstawach ustrojowych, partnerskim współdziałaniu, pozbawionego nacjonalistycznego szowinizmu. Współpraca z państwami zachodnimi miała tworzyć zasadę równych z równymi i wolnych z wolnymi. Tylko taka koncepcja gwarantowała, jak uważano, swobodny i niezachwiany rozwój gospodarki. W pierwszej kolei proponowano zawrzeć sojusz militarno-gospodarczy oraz powołać Ruch Zjednoczenia Słowian (1942)[25].
- Obóz Polski Walczącej deklarował stworzenie federacji w oparciu o tereny Prus Wschodnich, Pomorza Szczecińskiego, Śląska, włączając Ukrainę, Białoruś, Litwę, Czechy, Słowację, Węgry i inne państwa, uznając w tym związku prymat Polski. Deklarowano również sojusze z Anglią, Francją, Turcją i państwami skandynawskimi (1942)[26].
- Front Odrodzenia Polski, ugrupowanie katolików, opierał swoje koncepcje o ideę państw słowiańskich w ramach jednolitego bloku państw środkowoeuropejskich o charakterze mocarstwowym (1942). Inne ugrupowanie katolickie – Unia – w celu unieszkodliwienia niebezpieczeństwa niemieckiego proponowało silną ludnościowo i gospodarczo Europę Środkową w jednym organizmie politycznym, który miał być głównym ośrodkiem strategicznym. Miał to być organizm o charakterze moralno-politycznym, w której główny trzon stanowiłaby Polska. Terytorialnie obejmować miał ziemie na zachodzie po linię Odry i Nysy Łużyckiej, od północy – od ujścia Odry po Kłajpedę, dalej Litwę, Białoruś, Ukrainę, także Łotwę i Estonię. Punktem wyjściowym byłaby konfederacja polsko-czechosłowacka. Sugerowano federację z monarchią dziedziczną przy zachowaniu równości i tolerancji według zasady wolni z wolnymi i równi z równymi, obejmując do 100 mln populacji, propagując wszelkie wartości chrześcijańskie i wyzbywając się hegemonii (1942)[27].

W latach 1943–1944 można odnaleźć podobne koncepcje federalistyczne w programach innych stronnictw politycznych. Nie miały jednak one już większego znaczenia z uwagi na załamanie i zakończenie rokowań w sprawie konfederacji polsko-czechosłowackiej w I poł. 1943. Te plany snuły: Związek Patriotów Polskich, Polski Komitet Narodowy, Krajowa Reprezentacja Stronnictw, Chłopska Organizacja Wolności – Racławice (1943), oraz Rada Jedności Narodowej i Stronnictwo Pracy (1944).

## Federacja czy konfederacja?

### Od K. Skirmunta do J. Becka

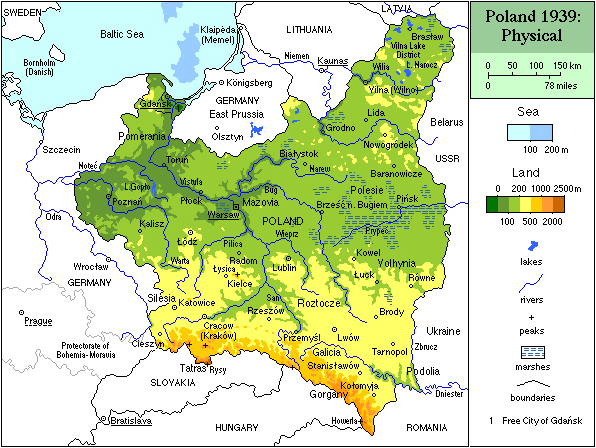
II Rzeczpospolita, mapa fizyczna, 1938–1939

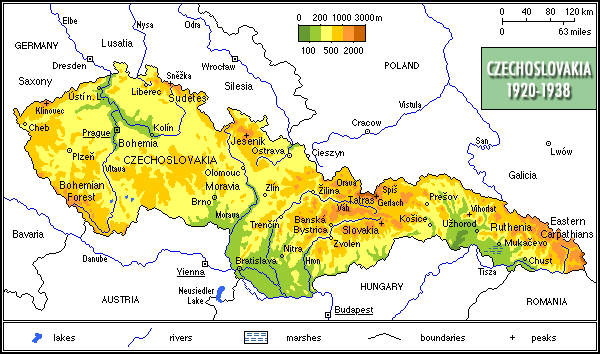
Czechosłowacja, mapa fizyczna, 1920–1938

Podjęte próby stworzenia przez dwa rządy emigracyjne Polski i Czechosłowacji federacji miały swe podłoże w latach 20. XX w. Pierwszym przejawem zbliżenia obu państw był pakt „Skirmunt – Beneš” podpisany w Pradze 6 listopada 1921. Celem jego było zapewnienie neutralności na wypadek konfliktu z państwem trzecim. Powyższy pakt zaręczał wzajemną integralność granicom, zobowiązując Polaków do (fr.) désintéressement (pol. neutralność) w sprawach Słowacji a Czechosłowacji do nieingerencji w sprawy ukraińskie w Galicji wschodniej. Pakt nie wszedł w życie ze względu na dalsze spory graniczne z Czechosłowacją. Dopiero działalność G. Stresemanna, efektem której był pakt lokarneński, zmienił stosunek w kontaktach Polski z Czechosłowacją. Polska była zagrożona przez rewizjonizm niemiecki w sprawach granic, Praga natomiast obawiała się Anschlussu Austrii.
Polska w latach 1926–1927 usiłowała nawiązać kontakty z Czechosłowacją w dziedzinie wojskowej. Mimo że techniczna współpraca sztabowa trwała do 1935, sama konwencja wojskowa była nie do przyjęcia dla Czechów. W 1935 nastąpiły silne rozdźwięki dyplomatyczne w stosunkach polsko-czechosłowackich. Kwestia tyczyła wysuwanych oskarżeń ze strony Rzeczypospolitej o maltretowanie ludności polskiej na Śląsku cieszyńskim. Stan ten zaostrzył się, gdy Czesi podpisali pakt sojuszniczy z ZSRR.
Końcowym etapem działań dyplomacji polskiej przed II wojną światową była sprawa „monachijska” z 29 września 1938. Po przedstawieniu ultimatum Polacy 2 października 1938 zajęli Zaolzie wraz z Ziemią Czadecką, powiększając obszar państwa o 966 km². Sprawa Zaolzia od maja 1938 traktowana była w rokowaniach na równi ze sprawą sudecką. Czesi godzili się na ustępstwa terytorialne na drodze obopólnych uzgodnień z Polską.

### Zbliżenie rządów na uchodźstwie
Decyzją rządu RP z 25 września 1939 powołany został rząd polski na uchodźstwie we Francji (30 września 1939), przeniesiony 17 czerwca 1940 do Wlk. Brytanii. Na ziemiach brytyjskich powstał także rząd Czechosłowacji na uchodźstwie – 21 lipca 1940.
Zbliżenie obu rządów miało dwojakie podłoże. Pierwszym była nieudana próba zamachu stanu, który miał miejsce w dniu 18 lipca 1940. Jego inspiratorami byli piłsudczycy, którym przewodził gen. K. Sosnkowski, minister spraw zagranicznych, August Zaleski i sam prezydent Wł. Raczkiewicz. Wymierzony był w koalicję większości rządowej, skupionej wokół premiera gen. Wł. Sikorskiego. Umocnienie pozycji premiera mogło stanowić m.in. zbliżenie z rządem czechosłowackim. Drugim natomiast podłożem była sugestia londyńskich torysów na temat zawiązania ściślejszej federacji Polski, Czechosłowacji i Węgier.
Pierwsze spotkanie mężów stanu: Wł. Sikorskiego i E. Beneša nastąpiło 10 września 1940. Rozmowy tyczyły przyszłego związku federacyjnego obu państw oraz przedstawienia stanowiska rządów. Z opinii obserwatorów wynikało, że było to bardziej spotkanie o charakterze roboczym, niż oficjalna nota dyplomatyczna. Stanowisko Wł. Sikorskiego wobec przyszłej federacji było zbieżne z zawartymi tezami programowymi rządu RP w Londynie (załącznik nr 4, z dn. 15.08.1940), z którego wynikało, że polski premier popierał narodowowyzwoleńcze aspiracje Słowaków i utrzymanie rozbicia republiki dokonanej przez III Rzeszę, co było nie do przyjęcia przez stronę czechosłowacką.
Dla E. Beneša federacja stanowiła część jego polityki, której trwałość widział w późniejszej współpracy z ZSRR.
Tenże prowadził antypolską i proradziecką politykę. Po sowieckiej agresji na Polskę 17 września 1939 spotkał się z radzieckim ambasadorem w Londynie – Iwanem Majskim. Wyraził swą aprobatę ataku ZSRR na Polskę i chęć zbliżenia swojego kraju do Kremla. Polska racja stanu odrzucała myśl łączenia się z Sowietami, co powodowało rozdźwięki w dalszym porozumieniu Wł. Sikorskiego z E. Benešem. Czeski polityk dostrzegał jednak, że rozwijające się układy sił w Europie spowodują, że w przyszłości ZSRR będzie wiodącym krajem w Europie Środkowo-Wschodniej. E. Beneš zachowywał ostrożność w stosunku do Wł. Sikorskiego, zachowując w ten sposób swobodę manewrów wobec nowej Polski, choć z drugiej strony wiedział, że bez wolnej Polski nigdy nie będzie wolnej Czechosłowacji (dictum J. Masaryka). Mimo rozbieżności poglądów, zbliżenie z Polską uważał za właściwe.

### Deklaracja z 11 listopada 1940

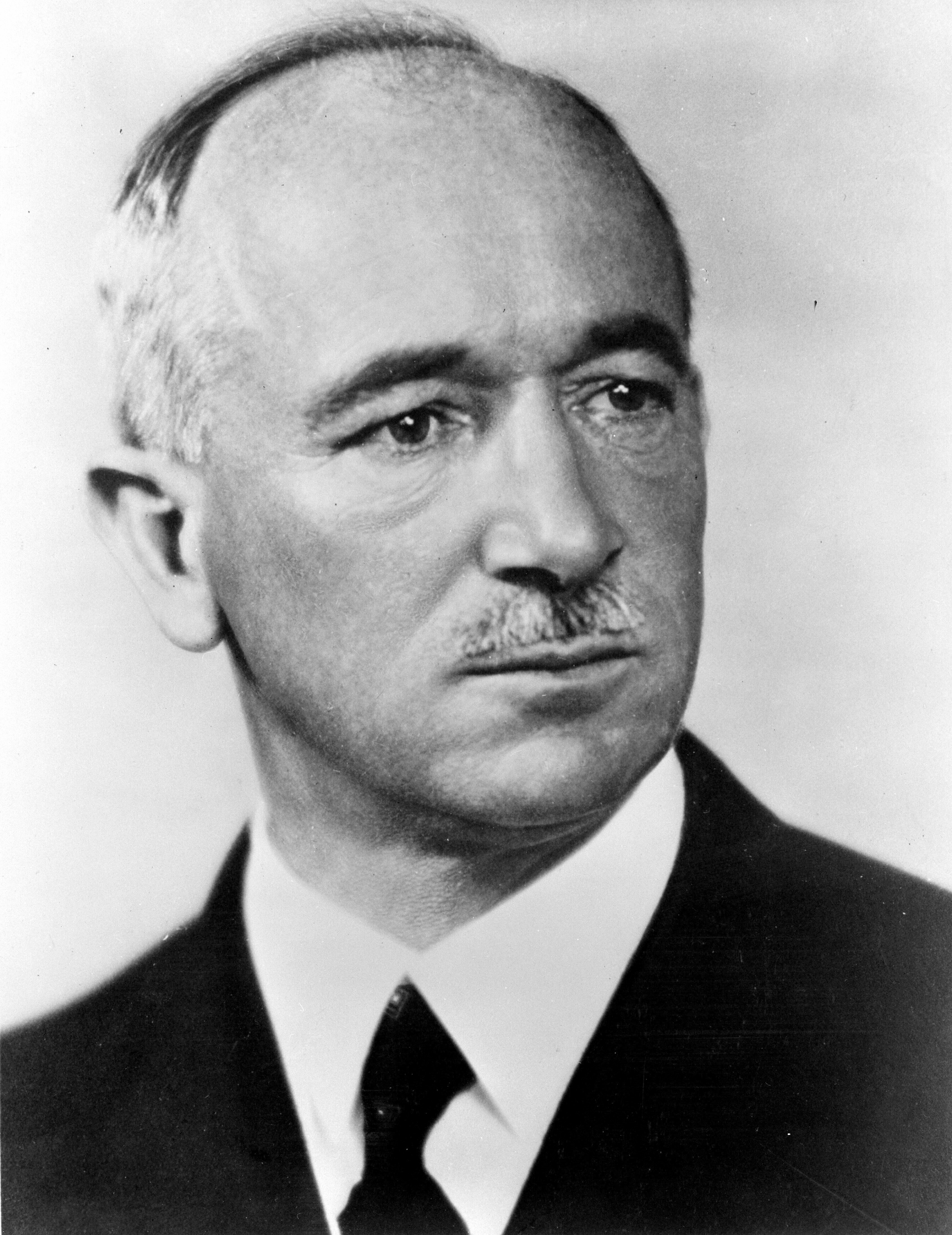
Prezydent Czechosłowacji na uchodźstwie, Edvard Beneš

Do ogłoszenia deklaracji z 11 listopada 1940 odbyło się kilka spotkań, gdzie debatowano nad przyszłą współpracą. 17 października 1940. E. Beneš wystąpił z konkretnymi propozycjami, niezrozumiałymi dla strony polskiej, szczególnie w kwestii memorandum z dn. 1 listopada 1940. Czeski polityk proponował konfederację sui generis, a nie federację jako związek. Konfederacja według polskich polityków, w odróżnieniu od federacji, była czasowym związkiem, który w każdej chwili mógłby zostać zerwany. Dopatrywano się w tym zagrożenia dla przyszłej współpracy kontaktów i samego charakteru związku.
Memorandum składało się z trzech części. Pierwsza – Zasady podstawowe i cel główny – stanowiła wprowadzenie do tematu. W drugiej części E. Beneš postulował konieczność przeprowadzenia badań nad organami społeczno-gospodarczymi i ich przyszłych stosunków wobec krajów Europy Zachodniej oraz ustalenie ogólnej polityki wobec Sowietów. Część trzecia tyczyła kwestii bieżących, składania wzajemnych regularnych informacji o wydarzeniach dyplomatycznych i wojskowych. Memorandum było sporządzone w języku francuskim.
3 grudnia 1940 gen. Wł. Sikorski złożył odpowiedź na memorandum E. Beneša, która przedstawiła także stanowisko rządu polskiego. Wł. Sikorski uznał, że stosunki sąsiedzkie pomiędzy konfederacją a Sowietami nie powinny prowadzić do pojednawczych czy potulnych (ang. docile), ale wyrazić stanowisko postawą obu rządów i Rady Federacyjnej dających Rosji Radzieckiej możliwość wyboru – przyjaźni albo wspólny opór przed skomunizowaniem ich rządów.
11 listopada 1940 w Ministerstwie Informacji Wlk. Brytanii odbyła się konferencja prasowa. Ogłoszono tekst deklaracji sporządzony w języku angielskim. Dokument stanowił m.in., że …Polska i Czechosłowacja zamykają raz na zawsze – okres dawnych uraz i sporów. Biorąc pod uwagę wspólnotę podstawowych swych interesów zdecydowani są po ukończeniu wojny – wejść ze sobą, jako państwa niepodległe i suwerenne, w ściślejszy związek polityczny i gospodarczy, który stałby się podstawą nowego porządku rzeczy w Europie Środkowej i gwarancją jego trwałości.

### Komitet koordynacyjny

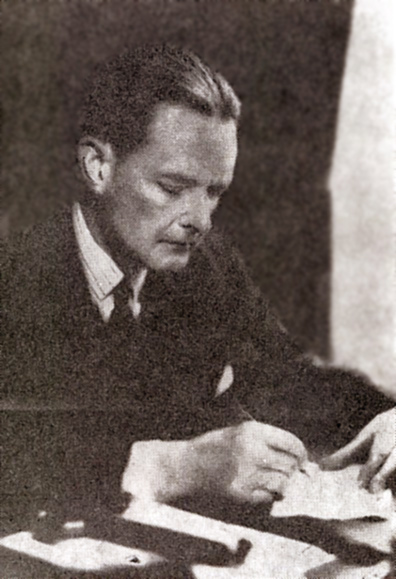
Ambasador RP w Londynie, Edward Raczyński

23 grudnia 1940 do komitetu koordynacyjnego ze strony czechosłowackiej zostali wyznaczeni: Jan Masaryk, minister spraw zagranicznych, Hubert Ripka, sekretarz stanu ds. propagandy i Juraj Slavik, minister spraw wewnętrznych. Ze strony polskiej natomiast E. Raczyński, A. Zaleski, gen. K. Sosnkowski, St. Stroński, ks. Z. Kaczyński oraz M. Seyda. Związek ten, jak wynikało z deklaracji, rozpoczął swoją działalność w styczniu 1941. Komitet koordynacyjny rozpoczął studia przygotowawcze dotyczące przyszłej konfederacji. W swoim zakresie działań podejmował prace bieżące w kwestiach: polityki zagranicznej, informacji, spraw wojskowych i spraw kulturalnych.
12 lutego 1941 poruszano sprawę granicy polsko-czechosłowackiej. Wzajemne oczekiwania w rozwiązaniu konfliktu nie dawały rezultatu. Polska strona uznawała stan sprzed 1 września 1939, Czesi – sprzed 28 września 1938. Postanowiono, aby były one przedmiotem przyszłych pertraktacji. Porozumienie jednak pozbawione było wzajemnego zaufania i w praktyce oznaczało zachwianie relacji partnerskich i dyplomatycznych.
W poł. 1941 placówki MSZ Polski i Czechosłowacji otrzymały noty, informujące o nawiązaniu kontaktów i stworzenia związku polsko-czechosłowackiego oraz powołaniu Komitetu koordynacyjnego. Poinformowano również o przygotowaniu zasobów i projektów prawno-ustrojowych federacji obu państw. W wydanych instrukcjach zalecano również prowadzenie działań informacyjnych i propagandowych.
Prace nad aktem konstytucyjnym zostały zachwiane po podpisaniu 30 lipca 1941 układu Sikorski-Majski. W akcie protestu z rządu polskiego odeszli: gen. K. Sosnkowski, A. Zalewski i M. Seyda. Na arenie międzynarodowej sytuacja ta stawiała Polaków w niekorzystnym świetle. W końcu Komitet Polityczny Ministrów przygotował projekt aktu konstytucyjnego. Przedłożenie jego pozostawiono na bliżej nieokreślony czas. Prawdopodobnie chodziło o przygotowanie nowych zasad ustrojowych przyszłego związku.

#### Projekt Aktu Konstytucyjnego Związku Polski i Czechosłowacji
Projekt aktu konstytucyjnego został zamieszczony w dokumencie Zasady Aktu Konstytucyjnego Związku Polski i Czechosłowacji. Zawierał 14 punktów, w których szeroko przedstawiono projekt przyszłych, wspólnych działań, w różnych dziedzinach życia: politycznego, gospodarczego i społecznego. Dokument ujmował:
- Rozdz. I – Utworzenie Związku, przyjęcie do Związku, kompetencje Związku, składający się z dwóch punktów, które traktowały o przejęciu części praw suwerennych i kompetencjach związku.
- Rozdz. II – Władze Związku, złożony z pkt. od 3 do 8, w którym przedstawiono projekt zasad ustrojowych przyszłego związku.
- Rozdz. III – Działalność Związku, który składał się z pkt. od 9 do 14, szeroko omawiających działania w zakresie polityki zagranicznej, obrony związku, spraw gospodarczych (w tym: obrotu towarowego i płatniczego), zatrudnienia, podatków, komunikacji, spraw żeglugi morskiej, ustawodawstwa gospodarczego i socjalnego, skarbu związkowego, zasad ogólnych oraz zmiany aktu konstytucyjnego[56].

### Zmiana frontu
22 czerwca 1941 Niemcy zaatakowały ZSRR. Na arenie europejskiej nastąpiła diametralna zmiana. 18 lipca 1941 Czesi podpisali umowę z ZSRR (układ Majski-Masaryk) – w szósty dzień po Brytyjczykach. Czechosłowacja znalazła się w idealnej sytuacji – jako pomost między Wschodem a Zachodem Europy. E. Beneš łatwo uzyskał aprobatę dla swych planów, informując I. Majskiego, że nie powziął żadnych zobowiązań wobec rządu Wł. Sikorskiego. W odróżnieniu od Polaków widział przyszły związek jako rodzaj konfederacji, a nie federacji.
W obozie piłsudczyków zainicjowano kampanię wymierzoną przeciw Wł. Sikorskiemu po podpisaniu przez niego tzw. układu Sikorski-Majski 30 lipca 1941. Wysuwana propaganda ze strony obozu stanowiła o wielkomocarstwowych aspiracjach premiera. Wydawano wiele tytułów konspiracyjnej broszury, z których można było dowiedzieć się o stosunku do koncepcji federacji. Uważano gen. Wł. Sikorskiego za zdrajcę, gwałcącego polską rację stanu.

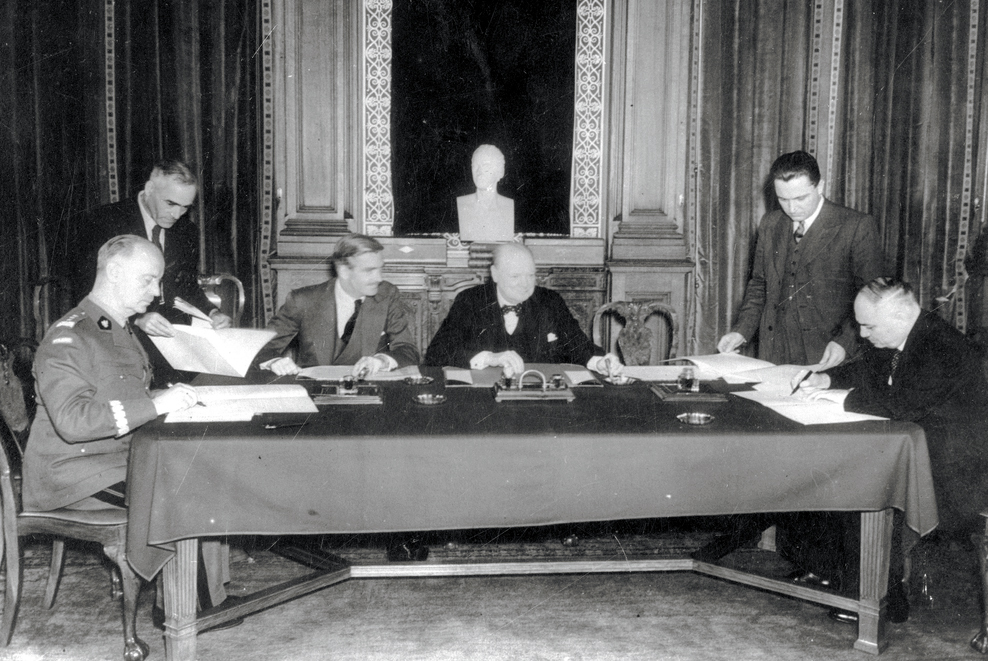
Układ Sikorski – Majski. Od lewej: Wł. Sikorski, A. Eden, W. Churchill i I. Majski

Zmiana frontu i tworzenie nowej myśli politycznej, skierowanej na ZSRR, zaniechało prace komitetu koordynacyjnego na dłuższy czas. Nie oznaczało to, że zerwano wszelkie kontakty. Te uaktywniły się poprzez noty dyplomatyczne. Ponownie rozpoczęto dyskusję w sprawie zmian terytorialnych (sprawa Zaolzia). Polska nie uznawała żądań czechosłowackich do powrotu kwestii granicznej sprzed 28 września 1938.
Sprawa granic polsko-czechosłowackich wróciła ponownie pod dyskusję po przesłanym memorandum E. Beneša do rządu polskiego 27 października 1941. E. Beneš wskazywał, że polski premier odżegnuje się od odpowiedzialności za politykę J. Becka, ponieważ była głównym przedmiotem rozprawy stosunków polsko-czechosłowackich z lat 30. XX w.. Zdaniem wielu historyków memorandum było agresywne wobec gen. Wł. Sikorskiego. Polski premier w swojej odpowiedzi podkreślił m.in., że komitety winne zaniechać dalszej dyskusji w kwestii granicznej, gdyż uniemożliwia to dalszą współpracę, dając dalej E. Benešowi do zrozumienia, że sprawa Zaolzia jest kwestią zamkniętą.

### Rada Planowania Europy Środkowej i Wschodniej
14 stycznia 1942 w czasie konferencji Międzynarodowego Biura Pracy w Nowym Jorku przedstawiciele rządów Czechosłowacji, Polski, Grecji i Jugosławii oraz robotników i pracodawców podpisali wspólną deklarację o utworzeniu Rady Planowania Europy Środkowej i Wschodniej. Celem jej było przygotowanie odbudowy gospodarczej, społecznej i edukacyjnej w regionie. Sekretarzem generalnym został polski działacz polityczny, Feliks Gross, przewodniczącym Rady natomiast jugosłowiański minister odbudowy, Sawa Kasanowicz.
15 stycznia 1942 rządy emigracyjne Grecji i Jugosławii podpisały układ partnerski (wspólną deklarację o unii bałkańskiej). Przewidziano w nim utworzenie komitetu wykonawczego, który obejmował sprawy polityczne, ekonomiczne i wojskowe.
Wł. Sikorski proponował utworzenie frontu przeciwko Niemcom na Bałkanach i powołanie polskiego przedstawicielstwa na wyzwolonych tam terenach. Dostrzegano inicjatywę brytyjską do ogarnięcia swymi wpływami Europy Środkowej i Południowo-Wschodniej. Wspólny komunikat Polski i Czechosłowacji, nawiązując do tego układu, wyrażał przekonanie, że bezpieczeństwo i dobrobyt obszaru położonego między morzami: Bałtyckim i Egejskim, zależą w pewnej mierze od współpracy dwóch konfederacji.
J. Stalin sprzeciwiał się planom jednoczenia państw, poddając m.in. krytyce wszelkie zamysły powstania niezależnej unii bałkańskiej. W swoich koncepcjach przewidywał natomiast powołanie trzech mniejszych konfederacji: jugosłowiańsko-bułgarsko-albańskiej, polsko-czechosłowackiej oraz węgiersko-rumuńskiej. J. Stalin uważał, że mniejsze związki państwowe będzie mógł w przyszłości podporządkować swojej woli.

### Wspólny protokół

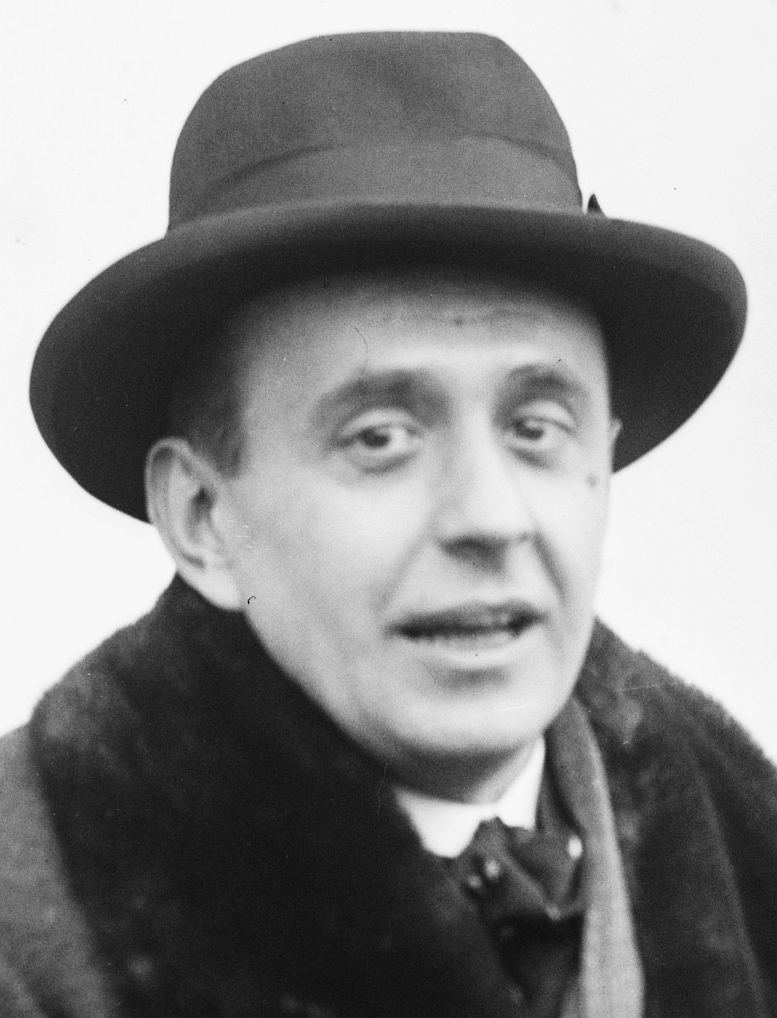
Czechosłowacki minister spraw zagranicznych, Jan Masaryk

Oba rządy przygotowały projekt przyszłego związku polsko-czechosłowackiego. W projekcie polskim znalazły się treści nawiązujące do utworzenia związku federacyjnego, który włączałby Węgry, Litwę i ewentualną Rumunię. Kontrtezy czechosłowackie natomiast zostały zawarte w Podstawowych Zasadach Polsko-Czechosłowackiego Związku Konfederacyjnego. Różnice wychodziły nie tyle z kwestii interpretacji związku, co z jego nazwy. Polska racja stanu przedstawiła projekt stworzenia związku ponadnarodowego, Czesi upatrywali model międzynarodowej konfederacji.
Polacy proponowali państwo federacyjne z jednolitą służbą dyplomatyczną (zagraniczną) oraz wojskiem, lecz z wewnętrznymi cłami. Czesi zaś związek dwóch państw z zachowaniem odrębności instytucjonalno-politycznej. Koordynacji natomiast miały podlegać: polityka zagraniczna, wojskowa i gospodarcza. Miano zawrzeć unię celną.
Układ polsko-czechosłowacki podpisano 19 stycznia 1942, natomiast 23 stycznia 1942 oficjalnie ogłoszono protokół składający się z 14 punktów.
- Punkt pierwszy przedstawiał stanowisko obu rządów, aby rozszerzyć konfederację o kraje związane z żywotnymi interesami Polski i Czechosłowacji[71]. Celem konfederacji było zapewnienie wspólnej polityki w dziedzinie spraw zagranicznych, obrony, spraw socjalnych, transportu, poczty i telegrafu.
- Punkty od czwartego do dziewiątego zapowiadały prowadzenie skoordynowanej polityki w dziedzinie handlu zagranicznego i stawek celnych, projektowano unię celną, uzgodniona została polityka walutowa, finansowa, wspólne planowanie rozwoju i administracji transportów: kolejowego, drogowego, wodnego i lotniczego. Ponadto miała nastąpić koordynacja polityki socjalnej, oświatowej i kulturalnej.
- Punkty dziesiąty i jedenasty stanowiły o liberalizacji swobód obywatelskich dotyczących spraw pobytu, zamieszkania, swobodnego poruszania się bezwizowego. Miano uznać dalej: dyplomy oraz wyroki sądowe. Jedyne kwestie narodowe miały pozostać w gestii państw tworzących konfederację.
- Punkt dwunasty nawiązywał do konstytucji poszczególnych państw, które miały gwarantować wolność sumienia, wolność osobistą, wolność uczenia się, wolność słowa, wolność stowarzyszeń, ponadto równość obywateli przed prawem, wolny dostęp do wykonywania funkcji państwowych, niezależnych sądów. Władza ustawodawcza wybrana w wolnych wyborach miała sprawować kontrolę nad rządem federalnym.
- Punkt trzynasty zaznaczał konieczność powołania organów federalnych konfederacji.
- Punkt czternasty traktował o wspólnie ponoszonych kosztach utrzymania konfederacji[72][73].

24 lutego 1942 Sikorski, otwierając I sesję II Rady Narodowej, odczytał deklarację rządową. Z jego fragmentów wynikało, że Ustrój państwa opierać się będzie na zasadach demokratycznych (…). Musi być ustanowiona silna władza wykonawcza, mająca możliwość uchronienia państwa od wszelkich wrogich zamierzeń, pochodzących tak z zewnątrz jak i wewnątrz (…) oraz zapewnić ludności duży udział w prowadzeniu spraw państwa przez samorządy terytorialne, gospodarcze i zawodowe.
Istniały zatem trzy zasadnicze dokumenty, co stanowiło zalążek przyszłej konfederacji tego regionu:
1. Układ polsko-czechosłowacki z 1942, gdzie był zapowiedzią przyszłej konfederacji polsko-czechosłowackiej,
2. Układ o unii bałkańskiej, z tego samego roku, będący zapowiedzią powojennego związku federacyjnego państw bałkańskich,
3. Deklaracja podpisana podczas konferencji Międzynarodowego Biura Pracy, stanowiący pomost między tymi układami[63][65].

## Upadek idei współpracy
Wszystko wskazywało na to, że wspólnie podpisany protokół (układ) polsko-czechosłowacki będzie objawiał się dużym zainteresowaniem państw zachodnich. Stany Zjednoczone i ZSRR były zaniepokojone postawą polskiego premiera do uzurpowania sobie praw decydowania o losach przyszłości Europy Środkowo-Wschodniej. Amerykanie wyrażali obawę, że separatystyczne posunięcia polskiego premiera mogą zakłócić relacje wobec ZSRR, w przypadku opowiedzenia się po stronie Polski i tym samym być szkodliwe dla Sowietów w oczach opinii USA. Politycy amerykańscy nie chcieli liczyć się z jeszcze jednym uzurpatorem praw do terenów europejskich. Bardziej uwzględniano tu interesy i postulaty ZSRR. Sowieci, nie mając jeszcze wypracowanego poglądu na Europę Środkowo-Wschodnią, byli natomiast zdecydowani na zachowanie wszelkich zdobyczy terytorialnych oraz na nie tolerowanie niezależnego rządu polskiego. Taka postawa unaoczniła się w określonych notach dyplomatycznych i wecie, jakie Kreml postawił E. Benešowi 16 lipca 1942 wobec konfederacji obu państw. E. Beneš próbował jeszcze ratować sytuację poprzez bliżej nieokreślony związek sowiecko-polsko-czechosłowacki, co dla Polaków było nie do przyjęcia.

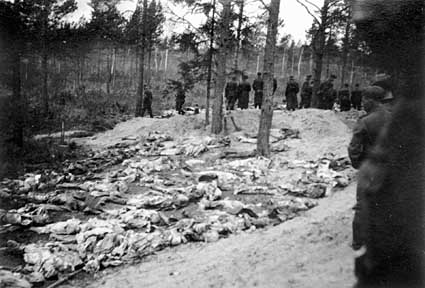
Masowy grób w Katyniu. Ekshumacja – 1943

Projekty konfederacji zaczęły się załamywać 5 sierpnia 1942. Ponownie wróciła kwestia monachijska, co uaktywniło się wymianą listów Ripka – Stroński. Natomiast 17 sierpnia 1942 doszło do spotkania E. Beneša i J. Masaryka z jednej a Wł. Sikorskiego i E. Raczyńskiego z drugiej strony. Polscy dyplomaci zaproponowali podpisanie układu konfederacyjnego. W następnym miesiącu, tj. 24 września, strona polska przesłała na ręce J. Masaryka projekt deklaracji o przyszłej konfederacji obu państw. Strona czechosłowacka projekt przyjęła, lecz już w listopadzie 1942 E. Beneš podważył ideę konfederacji. W zamian zaproponowano zawarcie układu sojuszniczego z Polską na 20 lat (formalnie nastąpiło to 20 listopada 1942).
Współpraca obu rządów zakończyła się kilka miesięcy później, gdy 25 stycznia 1943 J. Masaryk poinformował posła polskiego przy rządzie czechosłowackim, że Kreml jest przeciwny nie tylko konfederacji polsko-czechosłowackiej, ale i układowi sojuszniczemu. E. Beneš mógł swobodnie wycofać się z głoszonych przez siebie planów współpracy ze stroną polską i skierować swą uwagę na zawarcie sojuszu z ZSRR. 10 lutego 1943 H. Ripka powiadomił Radę Państwową o stanowisku rządu, który zdecydował, że nie będzie uczestniczył w niczym, co byłoby w jakikolwiek sposób skierowane przeciwko Związkowi Radzieckiemu. W marcu 1943 nota polska oskarżyła rząd czechosłowacki o wycofanie się ze swych propozycji.
W międzyczasie Józef Stalin zerwał stosunki dyplomatyczne z Polską, co nastąpiło oficjalnie 25 kwietnia 1943. Pretekstem było podjęcie przez stronę polską współpracy z Niemcami, polegającej na poszukiwaniu sprawców zbrodni na polskich oficerach, zamordowanych w Katyniu. W związku z napiętą sytuacją pomiędzy Kremlem a rządem polskim, rząd czechosłowacki wykorzystał sytuację, aby zakończyć rozmowy w sprawie przyszłej konfederacji. 17 maja 1943 J. Masaryk poinformował E. Raczyńskiego o zawieszeniu jakichkolwiek prac w komisjach pomiędzy Polską a Czechosłowacją.

### Opracowania
- Albert A., Historia Polski 1914–1939, Warszawa 1995, ISBN 978-83-01-10677-5.
- Batowski H., Terytorium państwa Czechosłowacji, [w:] Przegląd Zachodni, nr 5-6, 1950.
- Fierlinger Z., W czechosłowackich służbach, T.II, Praha 1951.
- Piłsudski J., Pisma zbiorowe, T. IV, Warszawa 1937.
- Kamiński M. K., Zarys polityki zagranicznej rządu RP na obczyźnie 1939–1945, [w:] Błażyński Zb. (pod red.), Władze RP na obczyźnie podczas II wojny światowej London 1994.
- Tadeusz Kisielewski, Federacja Środkowo-Europejska, Warszawa: Ludowa Spółdzielnia Wydawnicza, 1991, ISBN 83-205-4400-9, OCLC 830066878. Brak numerów stron w książce
- Korpalska W., Władysław Eugeniusz Sikorski, Wrocław 1981, ISBN 83-04-00901-3.
- Kozeński J., Czechosłowacja w polskiej polityce zagranicznej w latach 1932–1938, Poznań 1969.
- Łojek J., Federalizm, antysocjalizm i doktryna narodowa, [w:] Kalendarium Historyczne, cz. 227, Warszawa 1994, ISBN 83-7001-856-4.
- Państwowy Instytut Spraw Międzynarodowych, Sprawa Polska w czasie drugiej wojny światowej na arenie międzynarodowej, Warszawa 1965.
- Pastusiak L., F.D. Roosevelt a sprawa polska, Warszawa 1981, ISBN 83-205-4400-9.
- Piłsudski J., Pisma zbiorowe, T. IV, Warszawa 1937.
- Pobóg-Malinowski Wł., Najnowsza historia polityczna Polski 1939–1945, Gdańsk 1990, ISBN 83-85130-29-2.
- Pobóg-Malinowski Wł., Polska i Czechosłowacja – gdzie tkwią przyczyny rozdźwięku polsko-czechosłowackiego, Praha 1935.
- Sadowski J., Polscy federaliści i konfederaliści w czasie II wojny światowej. Studia Europejskie – nr 3/2005, cz. I, Warszawa 2005, ISBN 83-7363-284-0.
- Stanisławska St., Korespondencja w sprawie konfederacji polsko-czechosłowackiej w latach 1940–1943. Studia z najnowszych dziejów powszechnych, Warszawa 1963.
- Strumph-Wojtkiewicz St., Władysław Sikorski, Warszawa 1981, ISBN 83-207-0454-5.
- Terlecki O., Generał Sikorski, T. I, Kraków 1983, ISBN 83-08-01360-0.
- Maria Turlejska, Spór o Polskę, Warszawa: „Czytelnik”, 1981, ISBN 83-07-00497-7, OCLC 830302947. Brak numerów stron w książce
- Walworth A., Woodrow Wilson American Prophet, T. I, New York 1953.
- Piotr S Wandycz, Polska a Zagranica, dwie próby stworzenia związków regionalnych w Europie Wschodniej, Paryż: Instytut Literacki, 1986, ISBN 2-7168-0078-2. Brak numerów stron w książce
- Wapiński R., Władysław Sikorski, Warszawa 1978.
- Wasilewski L., Józef Piłsudski, jakim go znałem, Warszawa 1935.

### Opracowania online
- Kornat M., Realna koncepcja czy wizja ex post?. Polska idea „Trzeciej Europy” (1937–1938) (pol.), [dostęp 2009-12-30].
- Podstawski M., Jugosławia i Środkowa Europa – od pomysłów federacyjnych w wieku XIX do planów federacyjnych po II wojnie światowej (pol.), [dostęp 2009-12-12].
- Sęk A., Edvard Beneš kontra gen. Władysław Sikorski (pol.), [dostęp 2005-06-23].